# شهرستان نهاوند
شهرستان نهاوند واقع در جنوب استان همدان توسط رشته کوه‌های زاگرس احاطه شده‌است. مرکز این شهرستان شهر نهاوند است که از شهرهای تاریخی ایران است.
از لحاظ تاریخی قدمتی هزاران ساله دارد و پایتخت ایران در زمان یزگردسوم بوده‌است، جنگ فتح الفتوح در نهاوند حادث شده‌است و در حمله اعراب به ایران اتفاق افتاده‌است.

## جمعیت
جمعیت این شهرستان طبق براور سال ۱۳۹۵ ، معادل ۱۷۸٬۷۸۷هزار نفر بوده است.

## تقسیمات کشوری
و دارای ۴ بخش شامل: بخش مرکزی و بخش زرین دشت و بخش گیان و بخش خزل و۹ دهستان شامل: شعبان- طریق الاسلام- گاماسیاب- فضل - گرین - کیان - سراب - خزل شرقی-سلگی- می‌باشد.

## زبان
مردم شهرستان نهاوند از قوم لر می باشند،اکثریت به زبان لری سخن می‌گویند.

## موقعیت جغرافیایی
شهرستان نهاوند با مساحتی در حدود ۱۵۳۵ کیلومتر مربع، با مختصات جغرافیایی ۳۴ درجه و ۱ دقیقه طول شرقی در جنوب غربی استان همدان، به فاصله ۴۴۰ کیلومتری جنوب غرب شهر تهران و ۱۱۰ کیلومتری جنوب شهر همدان و در دشت نهاوند واقع شده‌است. این شهرستان از شمال به شهرستان تویسرکان، از شمال غرب و غرب به استان کرمانشاه، از جنوب و جنوب شرق به استان لرستان و از شرق به شهرستان ملایر محدود می‌گردد.
دشت نهاوند و ارتفاعات پیرامون آن (محدوده طبیعی نهاوند) یک حوضه بازاست. علاوه بر این‌که‌شبکه‌های جاری داخل این حوضه به خارج از آن زهکشی می‌شوند، هم‌چنین دارای جریان‌های ورودی ازحوضه‌های مجاور نیز می‌باشد، که عبارت‌اند از: رودخانهٔ حرم آباد ملایر و قُلقُل رود تویسرکان. هر دو رود ازشمال با برشی که در ارتفاعات شمالی نهاوند ایجاد کرده‌اند وارد دشت نهاوند شده و به رودخانهٔ گاماسیاب می‌پیوندند.
محدودهٔ طبیعی نهاوند با مساحتی در حدود ۳۸/۱۷۰۶ کیلومتر مربع، دارای مختصات جغرافیایی ۳۳درجه و ۵۷ دقیقه تا ۳۴ درجه و ۲۷ دقیقه عرض شمالی و ۴۷ درجه و ۵۳ دقیقه تا ۴۸ درجه و ۳۷ دقیقه طول‌شرقی است. مرکز حوضه دارای مختصات جغرافیایی ۳۴ درجه و ۱۵ دقیقه عرض شمالی و ۴۸ درجه و ۱۵ دقیقه‌طول شرقی می‌باشد. ارتفاع شهر نهاوند از سطح دریا در حدود ۱۶۶۷ متر است. لازم به ذکراست تعداد نماینده مجلس در ایران هیچ ربطی به جمعیت شهرستان ندارد و تابع موقعیت جغرافیایی و مصلحت اندیشی میباشد . بعنوان مثال تعداد نمایندگان در استان سمنان و استان البرز . شهرستان کرج و اشتهار و فردیس دارای دو نماینده در مجلس شورای اسلامی هستند و شهرستان ملایر نیز دو نماینده  .

## آب و هوا
آب و هوای منطقهٔ نهاوند تحت تأثیر عرض جغرافیایی، ارتفاع از سطح دریا، جهت و امتداد کوه‌ها و وزش‌بادهای محلی مختلف قراردارد.
براساس آمار، میانگین سالانهٔ دما در منطقه در حدود ۱۲/۷+ درجه سانتی‌گراد است. سردترین ماه، دی ماه با میانگین ۵/۰- درجه سانتی‌گراد و گرم‌ترین ماه، تیرماه با میانگین ۲۵/۶+ درجه سانتی گراد است. رژیم افزایش دما تقریباً دارای نوسان منطقی است به‌طوری‌که از دی‌ماه تا تیرماه روند صعودی و افزایش دارد و از تیر به دی ماه بالعکس روند نزولی پیدا کرده و کاهش می‌یابد.

## بناهای تاریخی

### ترکان ترکان
این مکان در دو کیلومتری نهاوند در جاده نهاوند بروجرد در شمال کوهانی در چند صد متری دانشگاه آزاد واحد نهاوند قرار دارد. باغ‌های زیبا و چند خانه ویران شده و یک درخت چنار بزرگ با قدمت بسیار زیاد وجود دارد اب این منطقه به شکل قنات است که متأسفانه به این منظقه توجه نمی‌شود.

### قناتهای نهاوند
در سال ۱۳۲۸ آب شهر از چند رشته قنات و چشمه تأمین می‌شود:
- ۱ - قنات قیصریه که دارای ۴ سنگ آب است و از قنوات قدیمی شهر بوده در قیصریه خرابه مظهر شده خانه‌های چهار باغ و راسته میرزا آقا را مشروب می‌نماید.

1. قنات چشمه عبدل که دارای یک سنگ آب است در علیای محله سادات مظهر شده قسمتی ازمحله سادات میرزا آقایی و چهار باغ را مشروب می‌نماید.
2. قنات پهلوان محمدصادق که فعلاً دارای یک سنگ آب است و قسمتی از محله چهارباغ را مشروب می‌نماید.
3. قنات گلشن در محله گلشن مظهر و آن محل را مشروب می‌نماید. علاوه بر این‌ها چند چشمه نیز به نام چشمه علی، دو خواهران، چاله اولاد و چشمه ملامحمد طاهر مورد استفاده‌است.[۴]

### حمام حاج آقا تراب
حمام حاج‌آقا تراب یکی از بناهای تاریخی شهرستان نهاوند است که در سال ۱۳۵۶ در فهرست آثار ملی ثبت شده‌است. این حمام با صرف هزینه‌ای بالغ بر ۴۰۰ میلیون ریال به موزه مردم‌شناسی تبدیل شده و در روز جهانگردی افتتاح می‌شود. بگزارش البرز به نقل ازمیراث «محمود یاری» مسئول روابط عمومی اداره کل میراث فرهنگی و گردشگری استان همدان با اعلام خبر تبدیل شدن این حمام به موزه گفت: «با تفکیک دو بخش زنانه و مردانه و تزئین آن‌ها با ماکتهای مجزا، در بخش مردانه مراسم شستشو به نمایش گذاشته شده و در بخش زنانه مراسم حنابندان یک عروس به تصویرکشیده شده‌است.» وی افزود: «با افتتاح این موزه در پنجم مهرماه (روز جهانگردی) مردم نهاوند و گردشگران غیر بومی می‌توانند بخشهای مهمی از زندگی مردم پیشین منطقه به همراه آداب و رسوم و لباسهای محلی را ببینند.» حمام حاج آقا تراب که در بافت قدیمی شهر نهاوند قرار دارد از دو بخش مردانه و زنانه تشکیل شده‌است. بنای این ساختمان مربوط به دوران قاجار بوده و یکی از معدود جاذبه‌های تاریخی و قابل بازدید در نهاوند است. تزئینات بین بنا شامل گج بری، کاشی کاری و نقاشی یکی از نبردهای شاهنامه‌است. این حمام علاوه بر دو قسمت ماکتها حمام سرد و گرم، حجره شاه‌نشین و خزینه نیز دارد

### معبد سلوکی (لائودیسه)
معبد «لااودیسه» در داخل شهر نهاوند که کتیبه‌ای از «آنتیوکوس سوم» و نیز تعدادی مجسمه برنزی خدایان یونانی در این کاوش کشف گردید.

### رودخانه گاماسیاب
رودخانه گاماسیاب اصلی‌ترین رودخانه و زهکش طبیعی منطقه و هم‌چنین ملایر و تویسرکان است. این رودخانه از چشمه‌های آهکی واقع در ۲۱ کیلومتری جنوب شرقی نهاوند از دامنه‌های شمالی ارتفاعات‌گرین به نام سراب گاماسیاب سرچشمه می‌گیرد و پس از طی چند کیلومتر در نواحی کوهستانی وارد دشت می‌شود و در وسط دشت نهاوند در جهت جنوب شرقی - شمال غربی جاری می‌شود.

### کوه چهل تن
کوه چل (چهل) تن با ارتفاع ۴۰۰۰ متر بلندترین کوه شهرستان نهاوند می‌باشد. در این کوه حداقل شش ماه از سال برف هست.

### کوه آردشان
ارتفاعات شمالی نهاوند به موازات رشته کوه‌های زاگرس امتداد یافته که کوه آردشان با ارتفاع ۲۵۳۳ متر در شمال غربی شهر نهاوند و در دهستان طریق الاسلام واقع شده‌است.

## سراب ها
سراب گاماسیاب
سراب ملوسان
کهنسالترین درخت گردو ایران با قدمت ۶۰۰ ساله سرآب فارسبان
تپه سراب کنگاور کهنه
سراب گیان
سراب گنبدکبود
سراب بنفشه تازه‌ناب علیا
سراب ورازانه
تپه سرسام گبری
چنار هشتصد ساله ترکان ترکان
معبد لائودیسه
تپه گیان
حمام حاج آقا تراب
مسجد جامع نهاوند
تالاب وسج
بام نهاوند
پل زرامین

## آدرس سراب‌های تفریحی و توریستی شهرستان نهاوند
۱-=== جنگل و سراب زیبای گیان واقع جنوب شهرستان نهاوند در۲۱ کیلومتر نهاوند به شهرگیان منتهی به سراب گیان ===
۲-=== سراب زیبای گاماسیاب واقع در جنوب شرقی شهرستان نهاوند درکیلومتر ۲۱ جاده نهاوند به نورآباد لرستان ===
۳-=== سراب زیبای فارسبان واقع در جنوب غربی شهرستان نهاوند در۴۰ کیلومتری نهاوند به روستای کمالوند ===
۴-=== سراب زیبای کنگاور کهنه واقع در جنوب غربی شهرستان نهاوند به شهرفیروزان در۴۵ کیلومتری نهاوند و۱۵ کیلومتری شهر فیروزان روستایی کنگاور کهنه ===
۵-=== تالاب زیبای ملوسان واقع در شمال شهرستان نهاوند در۲۵ کیلومتری نهاوند به روستای ملوسان نرسیده به روستای ده سرخه ===
۶-=== سراب زیبای گردکانه واقع در جنوب شرقی شهرستان نهاوند در۲۵ کیلومتری سمت راست جاده نهاوند به نورآباد لرستان ===
۷-=== سراب زیبای بنفشه واقع در جنوب شرقی شهرستان نهاوند در ۱۸ کیلومتری جاده نهاوند به روستای تازناب تاف ===
۸-=== سراب زیبای باروداب واقع در شمال شرقی شهرستان نهاوند در ۴ کیلومتری جاده نهاوند به ملایر ===

## تقسیمات کشوری

### تقسیمات کشوری
- بخش مرکزی
  - دهستان شعبان
  - دهستان طریق الاسلام
  - دهستان گاماسیاب

نقطه شهری: نهاوند
- بخش خزل
  - دهستان خزل شرقی
  - دهستان سلگی

نقطه شهری: فیروزان
- بخش زرین‌دشت
  - دهستان فضل
  - دهستان گرین

نقطه شهری: برزول
- بخش گیان
  - دهستان سراب
  - دهستان گیان

نقطه شهری: گیان

## دانشگاه‌ها و مراکز آموزش عالی
این شهرستان هم‌اکنون دارای ۶ دانشگاه و مرکز آموزش عالی ویک دانشکده علوم دینی می‌باشد که عبارتند از:
۱)دانشگاه آزاد اسلامی واحد نهاوند (دانشگاه آزاد)
۲)دانشکده فنی و حرفه‌ای نهاوند (حاج حشمت شهبازی)
۳)دانشگاه ملی نهاوند (دولتی-سراسری)
۴)دانشگاه پیراپزشکی نهاوند (دولتی- علوم پزشکی)
۵)مرکز آموزش عالی امید نهاوند (غیردولتی- غیرانتفاعی)
۶) دانشگاه پیام نور مرکز نهاوند )(دانشگاه پیام نور)
۷) دانشکده علوم دینی نهاوند (شامل مراکز حوزه های علمیه برادران و خواهران)

## افراد سرشناس
مقالهٔ اهالی مشهور این شهر را در رده:اهالی نهاوند ببینید.